# Richard Depoorter
Richard Depoorter (Ichtegem, 29 d'abril de 1915 - Wassen, Suïssa, 16 de juny de 1948) va ser un ciclista belga que fou professional entre 1937 i 1948.
La seva carrera professional quedà interrompuda per la Segona Guerra Mundial i finalitzà d'una manera tràgica mentre disputava la Volta a Suïssa de 1948, quan en la disputa de la 4a etapa i en el descens de l'Stustenpass patí una caiguda que li provocà la mort.
Dues victòries a la Lieja-Bastogne-Lieja, el 1943 i 1947, foren els seus majors èxits esportius.

## Palmarès
- 1943
  - 1r a la Lieja-Bastogne-Lieja
  - 1r de l'Omnium de la Ruta i vencedor de 2 proves
  - 1r del Critèrium de Namur
- 1946
  - 1r de l'Omnium de la Ruta i vencedor de 2 proves
  - 1r del Circuit del Flandes Central
- 1947
  - 1r a la Lieja-Bastogne-Lieja
  - 1r del Gran Premi Franco-belga
  - Vencedor d'una etapa del Gran Premi Marca